# 新南群島 (大字)

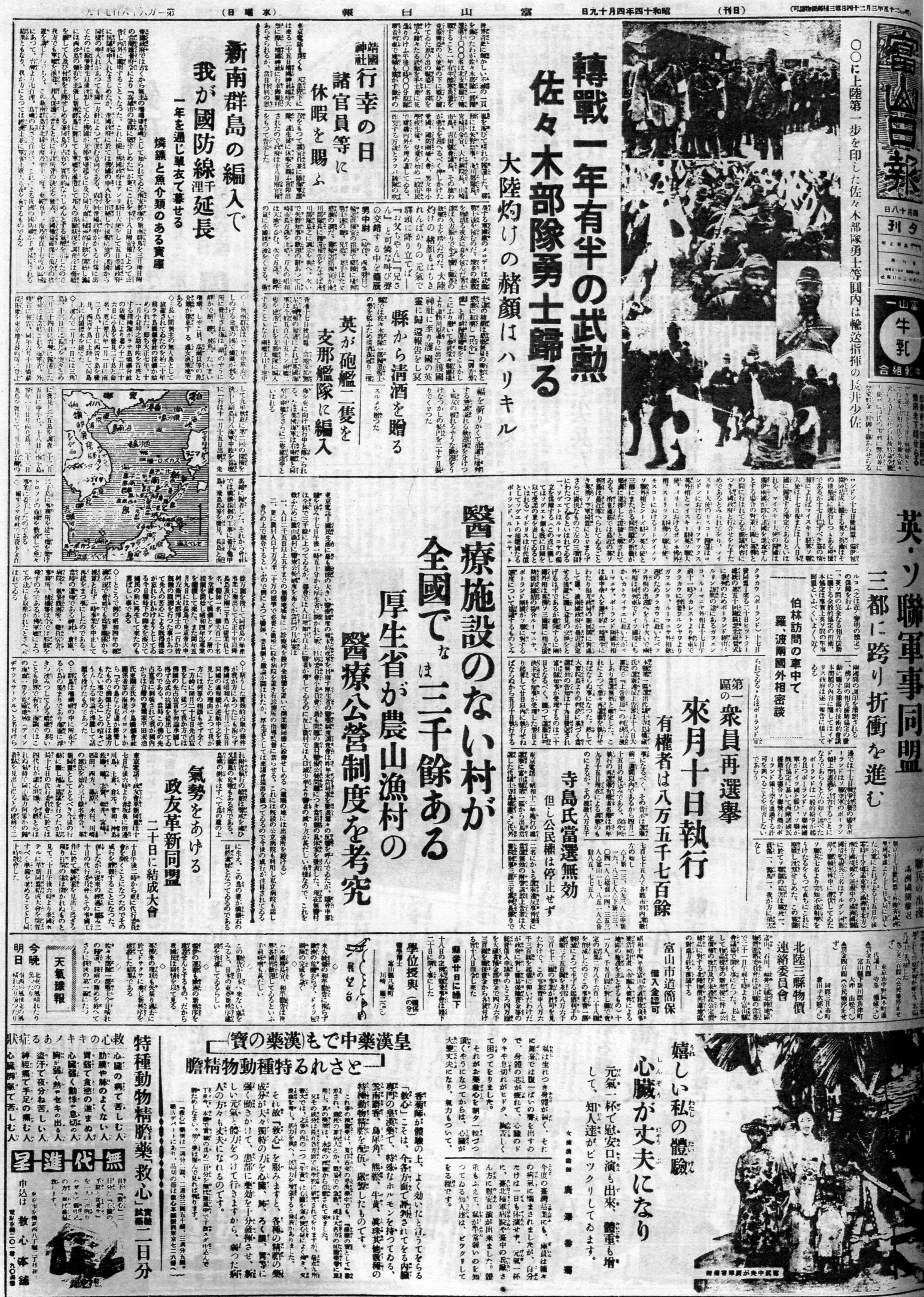
『富山日報』昭和14年4月19日，左上刊出新南群島編入

新南群島是台灣日治時期高雄州的行政區劃之一，是不設町的「大字」，也是位於南中國海的群島。範圍約為北緯7度以北、北緯12度以南、東經111度30分以東、東經117度以西之區域。今南沙群島之一部，各島分屬中華民國、中華人民共和國、菲律賓、越南、馬來西亞、汶萊實際領有。

## 沿革
根據昭和14年（1939年）3月30日之台灣總督府令第31號，新南群島成為大日本帝國之領土，編入臺灣總督府下的高雄州高雄市。根據昭和14年（1939年）3月30日之台灣總督府告示第122號，新南群島中的主要島嶼有北二子島、南二子島、西青島、三角島、中小島、龜甲島、南洋島、長島、北小島、南小島、飛鳥島、西鳥島、丸島。

## 設施
- 新南測候所（現南沙氣象台）
- 新南群島警察官吏派出所